# Parafia Wszystkich Świętych w Wierznie Wielkim
Parafia Wszystkich Świętych w Wierznie Wielkim – rzymskokatolicka parafia dekanatu braniewskiego, przynależącego do archidiecezji warmińskiej.